# Sage vom Gottlobstein beim Carmennapass

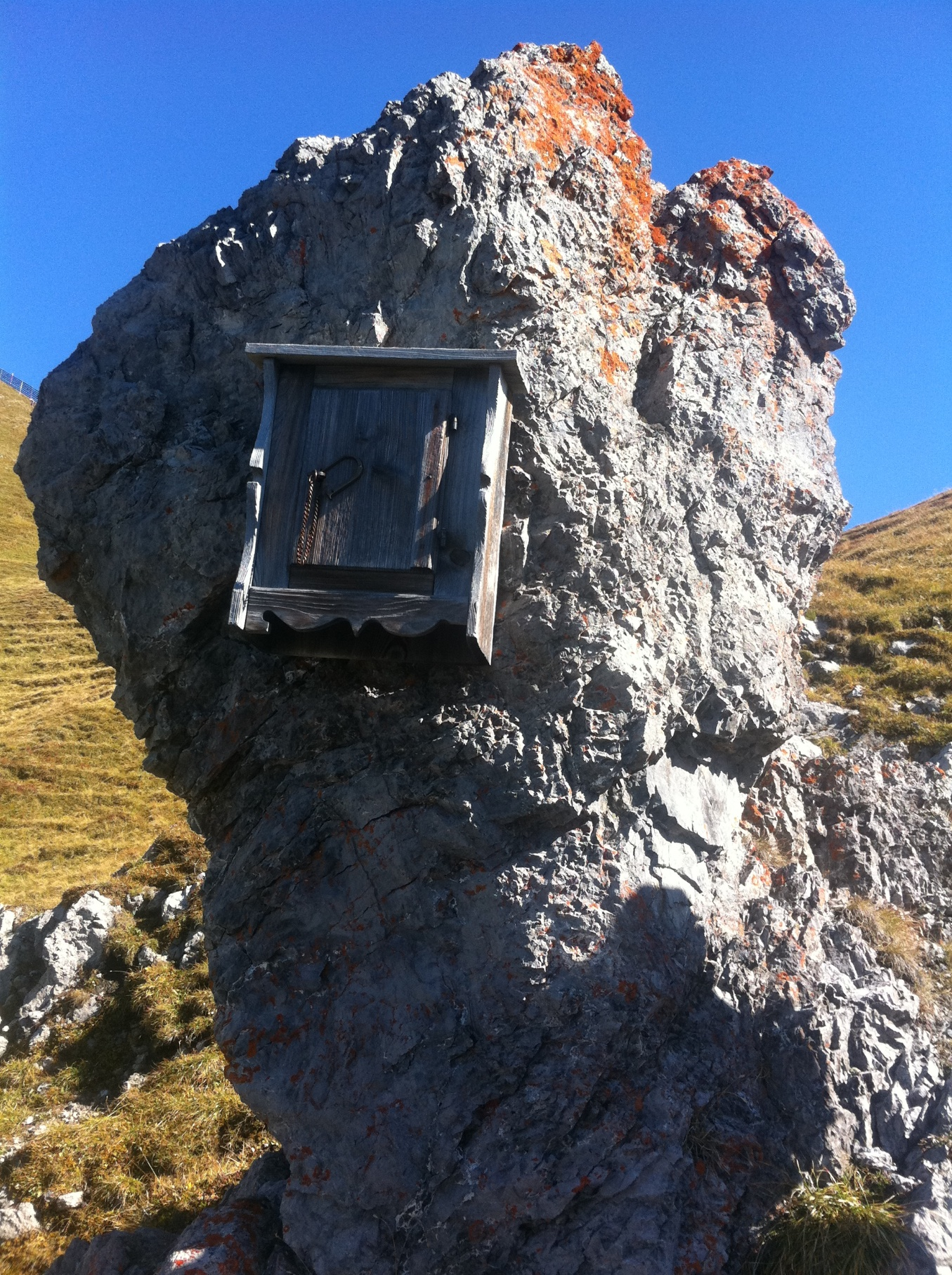
Der Gottlobstein mit Sagenkasten

Die Sage vom Gottlobstein beim Carmennapass stammt aus der Carmenna zwischen Arosa und Tschiertschen.

## Inhalt
Früher hatte der Carmennapass für den Sommerverkehr von Chur nach Arosa eine grosse Bedeutung. Dieser Weg war bedeutend kürzer als diejenigen über die Ochsenalp und durchs Schanfigg, wenn auch viel steiler und beschwerlicher. Zuoberst auf dem Pass steht ein hoher, spitzer Felsblock, der "Gottlobstein". Woher er diesen Namen hat, ist unschwer zu erraten. Wenn die Aroser Walser mit einer schweren Last die sieben Stunden von Chur glücklich emporgestiegen waren, so pflegten sie bei diesem Stein abzustellen und zu ruhen mit dem Ausruf "Gottlob". 
Doch war es gut, nicht zu früh zu triumphieren, soll doch einmal ein Aroser einen mit viel Mühe hinaufgeschafften Schleifstein beim Carmennastein abgelegt haben. Doch wie er nun den Rücken gerade streckte und sich den Schweiss von der Stirne wischte, sei der schöne runde Schleifstein ins Rollen geraten und wieder den ganzen Abhang hinuntergerollt und dabei in Stücke gegangen.  

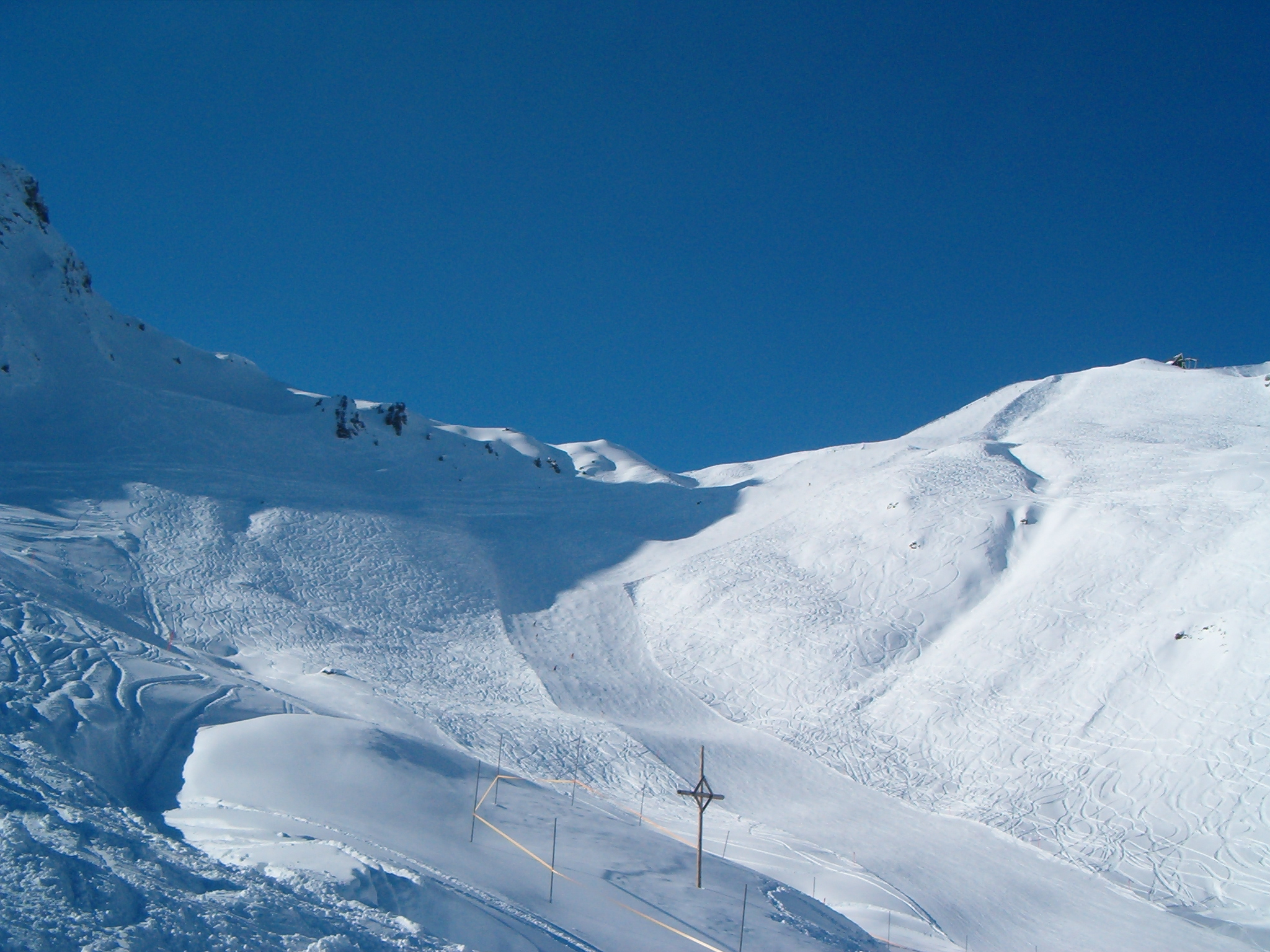
Der Obere Carmennastein, links der flacher werdenden Skipiste im Tiefschnee gelegen

Ein andermal ging ein Mann aus Arosa hinaus nach Chur, um Vorräte einzukaufen. Er wohnte mit seiner Frau im Ifang in Innerarosa. Es war schlechtes, nasses Wetter auf dem langen Heimweg zum Carmennapass. Bis zum Gottlobstein kam er noch mit seiner Last. Dort aber befiel ihn grosse Mattigkeit und er legte sich nieder, den Kopf gegen den Felsblock gestützt. Inzwischen wurde es seiner Frau Bange um ihn, als er so lange nicht heimkehrte. Sie entschloss sich, ihm entgegenzugehen und ihm zu tragen zu helfen. Doch sie kam kaum vorwärts, ein bissiger Wind blies ihr ins Gesicht. Dann fing es an zu schneien und ein dichter Nebel strich daher. Mit aller Anstrengung gelangte sie bis zum Gottlobstein. Dort musste auch sie sich entkräftet niedersetzen und schlief ein. In der folgenden Nacht erfroren beide am Gottlobstein, sie unterhalb, er oberhalb. Die Hennen, die der Mann in Chur gekauft hatte, waren in einem Korb und hatten die Nacht überlebt. Der Korb hatte ihnen die notwendige Wärme gegeben, ja sie hatten sogar noch Eier gelegt. Ein ganz ähnliches Ereignis soll sich der Überlieferung nach auch am Oberen Carmennastein zwischen der Carmennahütte und dem Pass abgespielt haben.
Der Gottlobstein ist nicht zu verwechseln mit dem Gottlob im Welschtobel am Weg zur Ramozhütte.